# Бегущий по лезвию
«Бегу́щий по ле́звию» (англ. Blade Runner) — американский художественный фильм, снятый английским режиссёром Ридли Скоттом в марте — июле 1981 года по мотивам научно-фантастического романа Филипа Дика «Мечтают ли андроиды об электроовцах?» (1968). Главные роли в кинофильме исполнили Харрисон Форд, Шон Янг, Рутгер Хауэр, Эдвард Джеймс Олмос, Дэрил Ханна, Джоанна Кэссиди, Брайон Джеймс.
В центре сюжета история детектива из специального отдела полиции Лос-Анджелеса Рика Декарда, вынужденного разыскивать и уничтожать сбежавших репликантов — человекоподобных биороботов, искусственно созданных для выполнения тяжёлых и опасных работ.
Фильм существует в семи версиях, из которых базовыми считаются две — оригинальная версия с хэппи-эндом (1982), которая была плохо принята кинокритиками и провалилась в прокате, и так называемая режиссёрская версия с открытым финалом (1992), которая согласно опросу шестидесяти учёных, проведённому британской газетой The Guardian, была признана лучшим научно-фантастическим фильмом в истории.
Основным мотивом фильма является вопрос «Человек или репликант?». Этим вопросом задаётся Декард, разыскивая репликантов, а затем тестируя Рейчел, которая не подозревает о том, кто она. Этот вопрос он задаёт и себе. Этим же вопросом задаются зрители после просмотра кинофильма.
Фильм вышел в прокат 25 июня 1982 года и, несмотря на то, что студия считала этот день счастливым, он провалился в прокате, собрав в первый уик-энд всего 6,15 млн долларов.
Одни обозреватели посчитали, что благодаря визуальным эффектам совсем не видно сюжетной линии, другие критиковали неспешное повествование, считая, что фильм не соответствует критериям приключенческого боевика, а третьи посчитали, что этот фильм выдержит испытание временем. Картина выиграла премию «Хьюго» за лучшую постановку, приобретя статус культовой, став ярким образцом фильма в жанре «Киберпанк» и представителем направления неонуар. В 1993 году фильм вошёл в «Национальный реестр фильмов» Библиотеки Конгресса США.
Картина стала частью большой медиафраншизы. В 2017 году вышло продолжение фильма — «Бегущий по лезвию 2049».

## Сюжет

### Контекст и название
Лос-Анджелес, ноябрь 2019 года. Человечество разделено на классы людей и репликантов — продуктов генной инженерии, искусственных людей, андроидов. Последние внешне неотличимы от людей, но находятся на положении их рабов и выполняют функции, либо рискованные для жизни (работа в шахтах), либо унижающие достоинство (проституция). Несмотря на их производность от людей и институциализированную второсортность, новейшие модели репликантов превосходят своих создателей физической силой и интеллектом.
Чтобы сохранить возможность контроля над репликантами, создатели заложили в них генетическую программу, в соответствии с которой по истечении четырёх лет жизни репликанты умирают. Однако некоторые репликанты не желают мириться с подобным положением и пускаются в бега в поисках способа продления жизни, либо просто не желая быть рабами. Эти «сломанные роботы» подлежат физическому уничтожению, которое описывается эвфемизмом «отправка в отставку». Эта функция возложена на особое подразделение правоохранительных органов — «блейд-раннеров» (англ. blade runner).
Название «blade runner» было позаимствовано Скоттом из рассказа Алана Нурса «The Bladerunner» и одноимённого сценария Уильяма Берроуза, где означало распространителя контрабандных медицинских товаров. Название фильма на русском языке — «Бегущий по лезвию» — возникло путём калькирования названия оригинала (англ. blade — «лезвие», runner — «бегун»).
Репликанты противятся истреблению и периодически поднимают восстания против людей. По этой причине их использование разрешено только во внеземных колониях. Для распознавания репликантов используется тест Войта — Кампфа на эмпатию, способность к сопереживанию. Именно с проведения такого теста над репликантом Леоном Ковальски и начинается фильм.

### Фабула
Рик Декард (Харрисон Форд) готовится оставить работу «бегущего по лезвию», однако его отзывают из отпуска в связи с опаснейшим случаем побега из колонии репликантов модели «Nexus-6». Группа прибывших на Землю беглецов состоит из командира боевого отряда Роя Батти (Рутгер Хауэр), солдата Леона (Брайон Джеймс), проститутки-убийцы Зоры (Джоанна Кэссиди) и «базовой модели для удовольствия» Прис (Дэрил Ханна). Босс Декарда, капитан Брайант (М. Эммет Уолш), раскрывает ему срок жизни модели «Nexus-6» (четыре года) и даёт в напарники Гаффа (Эдвард Джеймс Олмос) — карьериста, говорящего исключительно на «жаргоне» (англ. Cityspeak — язык, являющийся смесью всех основных языков окончательно глобализовавшейся планеты, попал в фильм из книги). Они должны отыскать и уничтожить беглецов.
Декард отправляется в корпорацию «Tyrell», где производятся репликанты, чтобы узнать, работает ли тест Войта — Кампфа на модели «Nexus-6». Президент корпорации доктор Элдон Тайрелл (Джо Тёркел), чтобы испытать Декарда и возможности новой модели репликанта, вынуждает его вместо репликанта сначала провести тест Войта-Кампфа на своей секретарше Рейчел (Шон Янг). К удивлению Декарда, Рейчел не проходит тест, хотя ему потребовалось задать около ста вопросов, после чего Декарду сообщают, что Рейчел — экспериментальный репликант с имплантированной памятью и эмоциональностью, как у человека. Пытаясь доказать свою человеческую природу, Рейчел показывает ему свою детскую фотографию с матерью. Декард с ходу перечисляет Рейчел и другие её «воспоминания», которыми она ни с кем не делилась. Это доказывает, что эти воспоминания на самом деле заимствованы Тайрелом у своей племянницы и имплантированны в сознание Рейчел, что приводит её в отчаяние.
Тем временем репликанты спешат выяснить даты своего изготовления и, соответственно, оставшийся срок жизни. В чайнатауне Рой и Леон посещают цех по производству глаз для репликантов. При допросе работающего там старого китайца Ганнибала Чу (Джеймс Хонг) им удаётся получить сведения о «генетическом дизайнере» по имени Дж. Ф. Себастьян (Уильям Сандерсон).
Декард и Гафф обыскивают гостиничный номер Леона. В его комнате Декард находит фотографию, а в ванной — искусственно синтезированную змеиную чешую. Проснувшись после сна об единороге (в режиссёрской версии), Декард изучает фотографию. Зацепки приводят его к стрип-клубу, в котором работает «девушка со змеёй» — танцовщица Зора (Джоанна Кэссиди). Она пытается убежать, и Декард во время преследования убивает её. После этого босс сообщает ему об исчезновении Рейчел из корпорации и поручает включить девушку в число своих мишеней. Вскоре после гибели Зоры «бегущий по лезвию» подвергается нападению со стороны Леона, ожесточённого смертью Зоры. В ходе схватки, когда Леон уже готовится убить полицейского, Декарду на помощь неожиданно приходит Рейчел и убивает Леона. Декард исключает её из числа своих жертв.
Прис заводит знакомство с Себастьяном и выясняет, что 25-летний изобретатель подвержен преждевременному старению. Его причудливая квартира в старинном здании заполнена живыми игрушками-репликантами, а в свободное время он играет в шахматы с Тайреллом. Себастьян хорошо понимает тягу репликантов к жизни и, поддавшись на их уговоры, вызывается проводить их в штаб-квартиру своего босса. Роя сводит с ума то, что ему, кому дано больше способностей, чем любому иному, отмерена столь короткая жизнь. Он надеется, что Тайрелл способен что-то изменить. Но Тайрелл бессилен, ибо краткость века репликанта определена ещё при его создании. «Вы горите ярче и сгораете быстрее», — произносит он. Потерявший надежду Рой целует в губы, а затем убивает своего создателя. Следом за Тайреллом за кадром он убивает и Себастьяна.
Декард добирается до квартиры Себастьяна, ставшей убежищем для Роя и Прис. Прис нападает на полицейского, но погибает от выстрелов Декарда. По физической силе и боевым навыкам Рой намного превосходит Декарда и, несмотря на то, что процесс умирания андроида уже запущен, Рой калечит своего преследователя, ломая ему два пальца. Пытаясь уйти от Роя, Декард делает неудачный прыжок с одного здания на другое и начинает соскальзывать в бездну. Отчаянно цепляясь за железную балку, он повисает над пропастью, и тут над ним вырастает фигура Роя.
Рой спасает Декарда, вытаскивая своего врага из пропасти: Рой, репликант, созданный для убийства, столь сильно ценил человеческую жизнь, в которой самому ему было отказано, что в последнее своё мгновение решил сохранить жизнь человека, который хотел его убить. Из окровавленной руки андроида торчит металлический стержень — теперь Рой уподобляется не Иуде, а Христу. Отпустив в небо белого голубя, он умирает с монологом на устах, а Декард с Рейчел отправляются в Канаду, чтобы жить вместе «долго и счастливо». Фильм завершается монологом Декарда о том, что он не знает, когда будет запущен процесс умирания андроида у Рейчел, но надеется, что никогда.
Позднее «хэппи-энд» был исключён из режиссёрской версии фильма, и фильм получил открытый финал: Декард вместе с Рейчел покидает квартиру и на площадке перед дверью находит оригами в форме единорога, которые постоянно мастерит из обрывков бумаги Гафф. Декард понимает, что Гафф был здесь, но пощадил Рейчел. В ушах у него звучит прощальная фраза Гаффа:
Жаль, ей не дано пожить. А впрочем, кому дано?Оригинальный текст (англ.)It’s too bad she won’t live.  But then again, who does?
В сценарии 1981 года начало фразы Гаффа было иным:
Жаль, у неё недолгий срок, а! А у кого не так?Оригинальный текст (англ.)It's too bad, she don't last, eh! But who does.

## Создатели фильма
| - Харрисон Форд — Рик Декард - Рутгер Хауэр — Рой Батти - Шон Янг — Рейчел - Эдвард Джеймс Олмос — Гафф - Дэрил Ханна — Прис - М. Эммет Уолш — капитан Брайант - Брайон Джеймс — Леон Ковальски - Джоанна Кэссиди — Зора - Джо Тёркел — доктор Элдон Тайрелл - Уильям Сандерсон — Дж. Ф. Себастьян - Джеймс Хонг — изготовитель искусственных глаз Ганнибал Чу | - Режиссёр — Ридли Скотт - Сценарий — Хэмптон Фэнчер, Дэвид Пиплз - Оператор — Джордан Кроненвет - Монтаж — Лес Хили, Марша Накасима - Художник-постановщик — Дэвид Снайдер - Композитор — Вангелис - Продюсеры — Майкл Дили, Хэмптон Фэнчер, Брайан Келли |

Основной актёрский состав
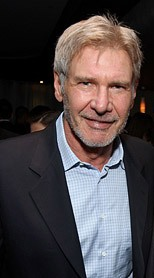
Харрисон Форд
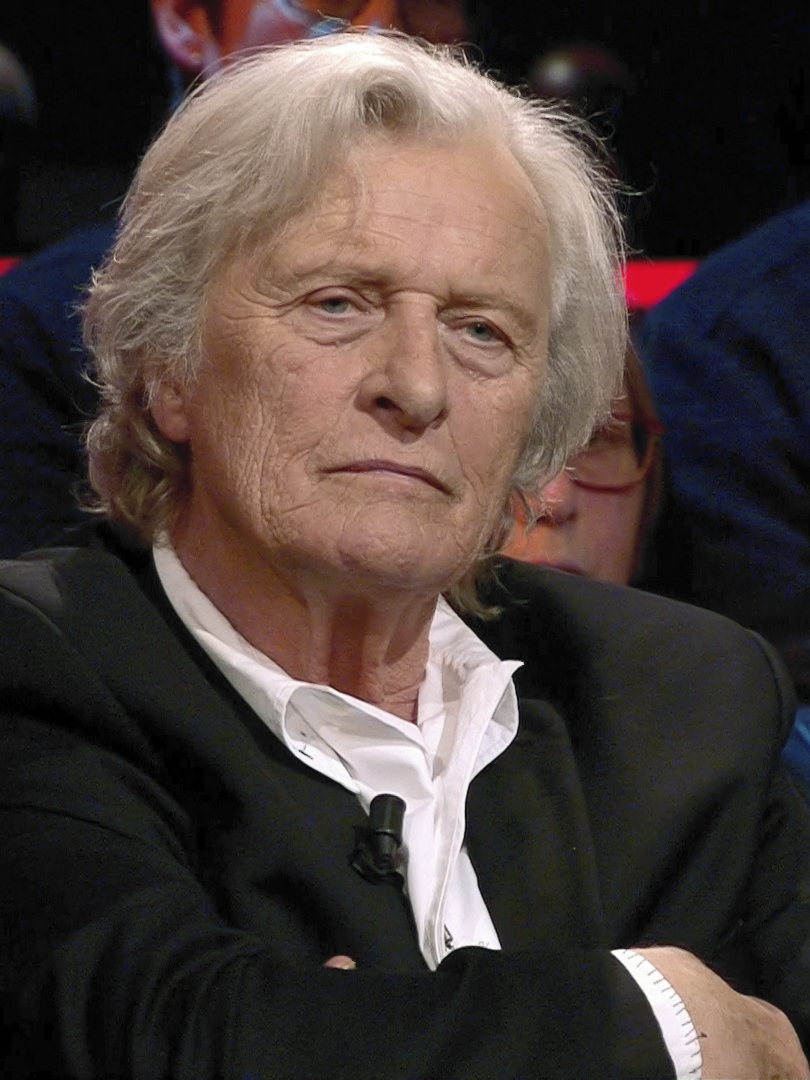
Рутгер Хауэр
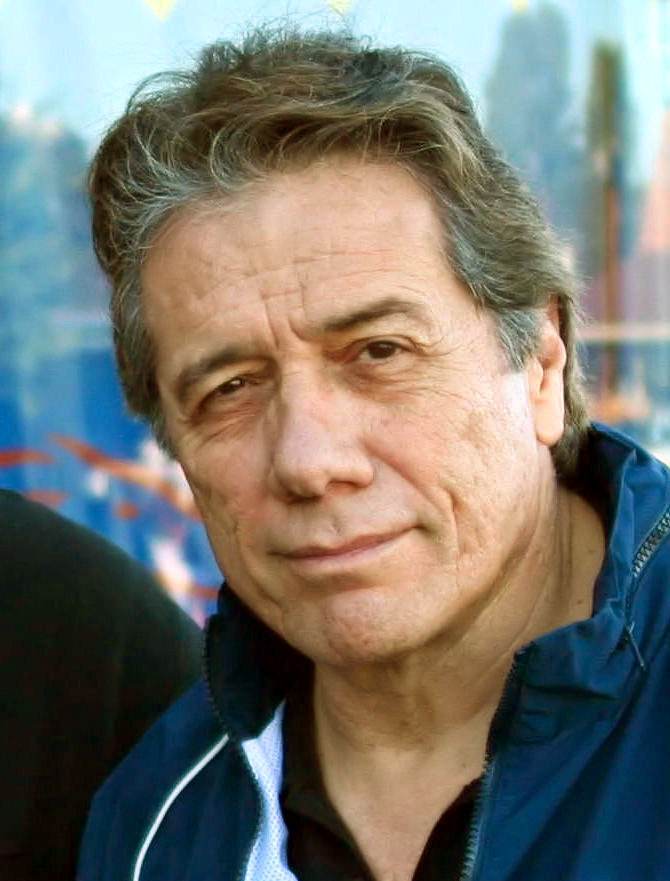
Эдвард Джеймс Олмос
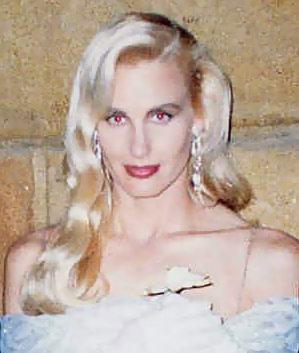
Дэрил Ханна
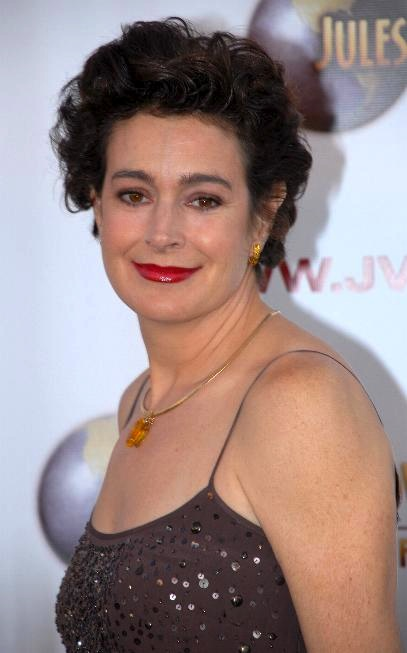
Шон Янг
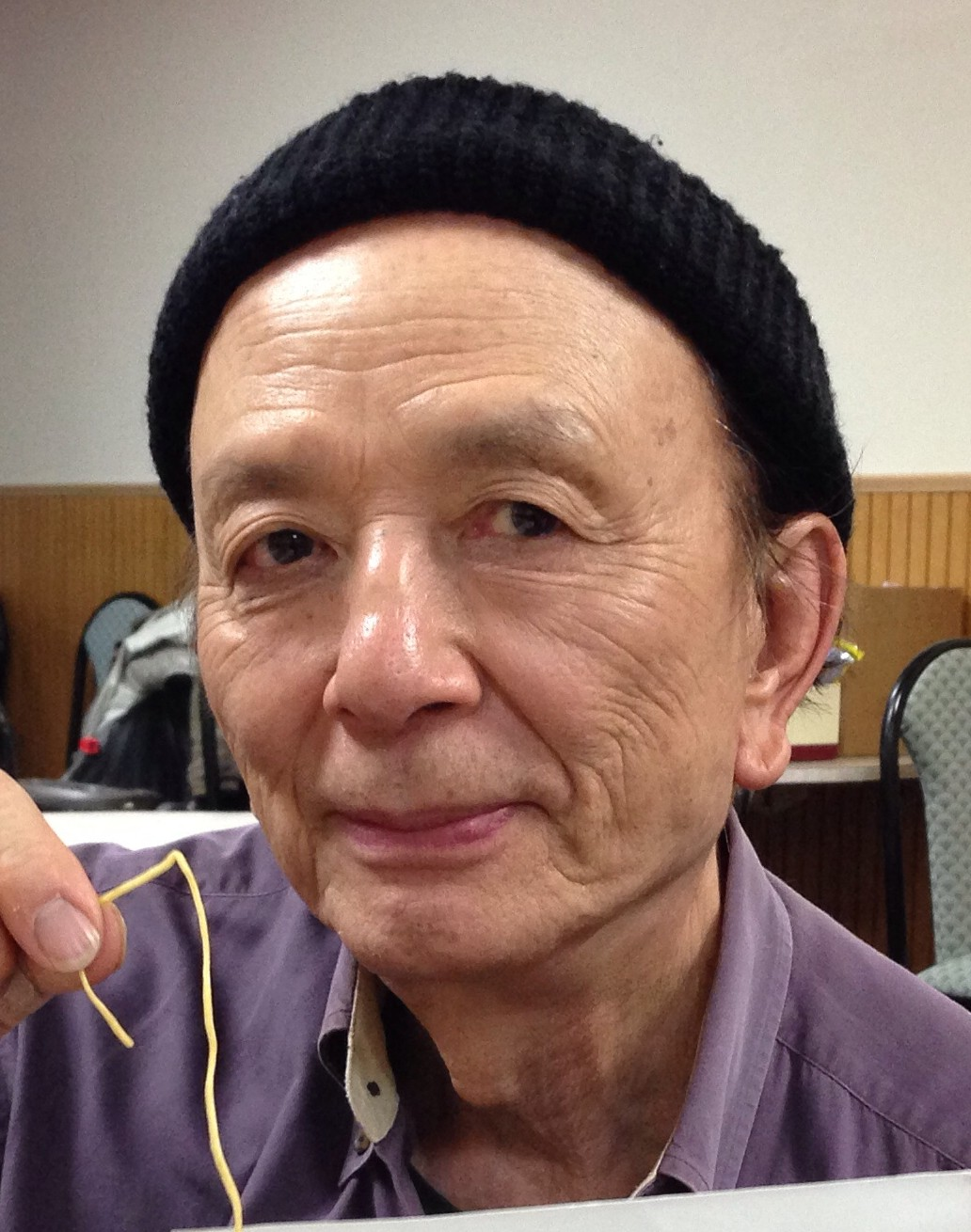
Джеймс Хонг
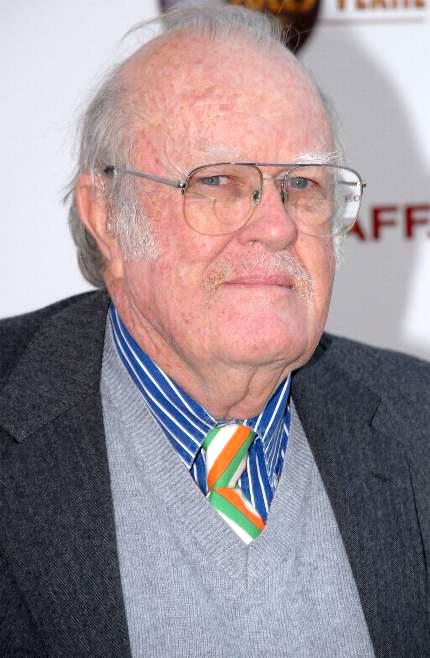
М. Эммет Уолш

## Производство

### Сценарий
Заинтересованность в киноадаптации романа Филипа Дика «Мечтают ли андроиды об электроовцах?» появилась вскоре после его публикации в 1968 году. Режиссёр Мартин Скорсезе думал над этим, но так и не решился. Продюсер Херб Джаффе начал работу в 1970 годах, но Дику не понравился сценарий, написанный сыном Херба, Робертом. Автор отозвался о сценарии как об ужасном, а когда Роберт прилетел к нему в Санта-Ану, он ещё у трапа самолёта предложил набить ему морду прямо там.

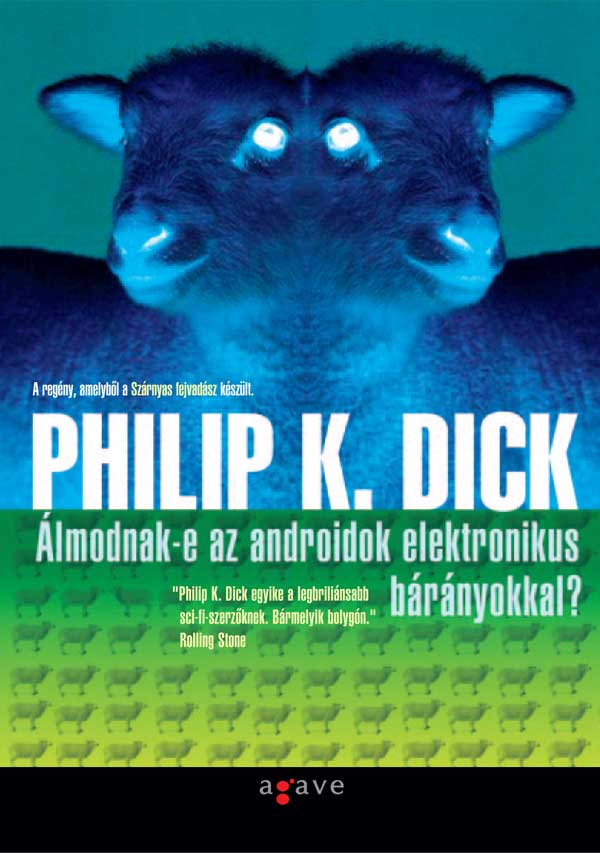
Обложка венгерского издания «Мечтают ли андроиды об электроовцах?»

В 1977 году Хэмптон Фэнчер написал свой сценарий. Продюсер Майкл Дили заинтересовался сценарием Фэнчера и убедил режиссёра Ридли Скотта принять участие в съёмке фильма. Сначала Скотт отказался от проекта, но после того, как отошёл от работы над картиной «Дюна», решил, что у него есть время.
Интерес Ридли Скотта к вопросам жизни и смерти был порождён смертью старшего брата Фрэнка от рака кожи. Мучительное умирание брата травмировало психику режиссёра до такой степени, что на протяжении нескольких лет его мучили кошмары. Пытаясь отвлечься от этих неприятностей, он заинтересовался сценарием по макабрическому роману Филипа Дика. Саму книгу он, впрочем, так и не прочитал.
21 февраля 1980 года он присоединился к проекту и сумел поднять бюджет фильма с 13 миллионов долларов до 15. Сценарий Фэнчера в большей степени был сосредоточен на экологических проблемах и в меньшей на проблемах общества и религии, Скотт потребовал переписать его. Фэнчер не был согласен с этим и выбыл из проекта, хотя позднее он вернулся для того, чтобы внести правки. А Скотт нанял Дэвида Пиплза для того, чтобы тот переписал сценарий.

### Подбор актёров

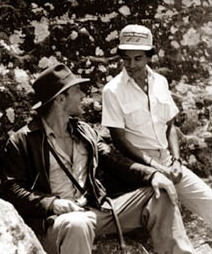
Харрисон Форд

Подбор актёров для картины оказался непростой задачей, прежде всего на ведущую роль Декарда. Сценарист Хэмптон Фэнчер видел в роли Декарда Роберта Митчема и писал свой сценарий под него. Режиссёр Ридли Скотт и продюсеры картины провели несколько месяцев переговоров с Дастином Хоффманом, который в итоге выбыл из проекта из-за разногласий относительно видения персонажа. В конечном итоге выбор остановился на Харрисоне Форде, благодаря его работе в фантастическом фильме «Звёздные войны» и участию в съёмках картины «Индиана Джонс: В поисках утраченного ковчега» Стивена Спилберга, который его всячески расхваливал. В тот момент Форд искал глубокую драматическую роль. По данным производственных документов, на главную роль рассматривались многие актёры, в том числе Джин Хэкмен, Шон Коннери, Джек Николсон, Пол Ньюман, Клинт Иствуд, Томми Ли Джонс, Арнольд Шварценеггер, Аль Пачино и Бёрт Рейнольдс.

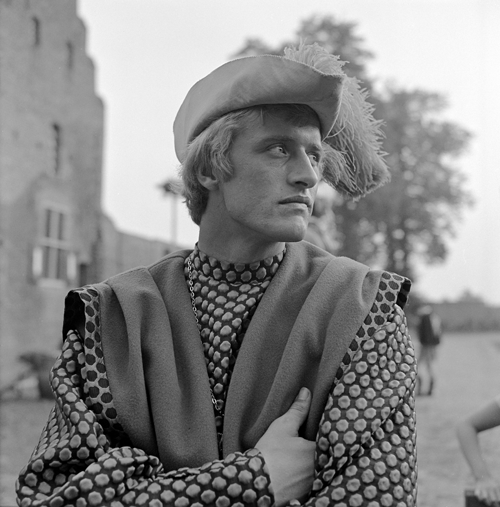
Рутгер Хауэр

Одна из ролей, на которую нетрудно было подобрать актёра, была роль Роя Батти, жестокого, но чрезвычайно умного лидера репликантов. Скотт выбрал Рутгера Хауэра, не встречаясь с ним лично, так как видел его работы в кино у режиссёра Пола Верховена. Филип Дик назвал Рутгера Хауэра идеальным воплощением сверхчеловека, а сам актёр не раз говорил, что считает свою роль в этой картине самой значимой в карьере. По мнению актёра, не каждому доводится принять участие в съёмках картины, которая меняет человеческое мышление. Он сам переписал финальный текст своего персонажа и отдал его Скотту перед началом съёмок.

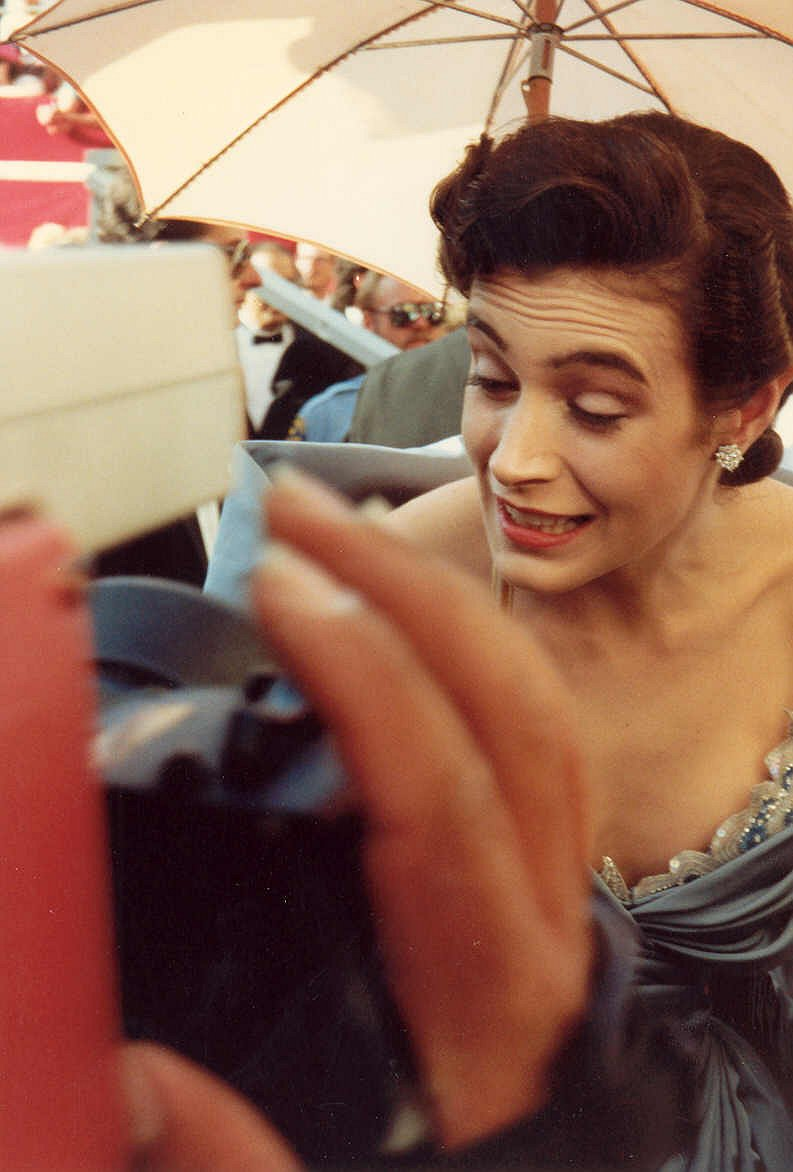
Шон Янг

Затем начался подбор актёров на второстепенные роли. Так, актрису Шон Янг пригласили на роль экспериментальной модели репликанта Рейчел с имплантированными воспоминаниями, заставляющими её думать, что она человек. На эту роль также пробовалась Нина Аксельрод. Дэрил Ханна сыграла Прис, базовую модель репликанта для удовольствий. На эту роль пробовалась актриса Стейси Нелкин, но получила другую роль, сцены с которой не вошли в окончательную версию фильма. Подобрать актрис на роли Рейчел и Прис было непростой задачей, понадобилось несколько кинопроб и постановочных сцен для того, чтобы увидеть актрис на экране.
Эдвард Джеймс Олмос, сыгравший Гаффа, пользуясь своей принадлежностью к разным этническим группам, помогал создать «Городской язык», на котором говорит его персонаж, смесь всех языков планеты. М. Эммет Уолш исполняет роль капитана Брайанта, сильно пьющего, неряшливого ветерана полиции, типичного представителя фильмов жанра нуар. Джо Тёркел играет доктора Элдона Тайрелла, корпоративного магната, который построил империю на создании человекоподобных рабов. Уильям Сандерсон был одобрен на роль Дж. Ф. Себастьяна, тихого и одинокого гения, сочувствующего репликантам из-за своей болезни, одним из симптомов которой было ускоренное старение. Джеймс Хонг, сыгравший пожилого генетика Ганнибала, специализирующегося на синтетических глазах, и Хай Пайк получили свои роли после первой кинопробы, что просто невероятно с учётом требований режиссёра Ридли Скотта.

### Съёмки

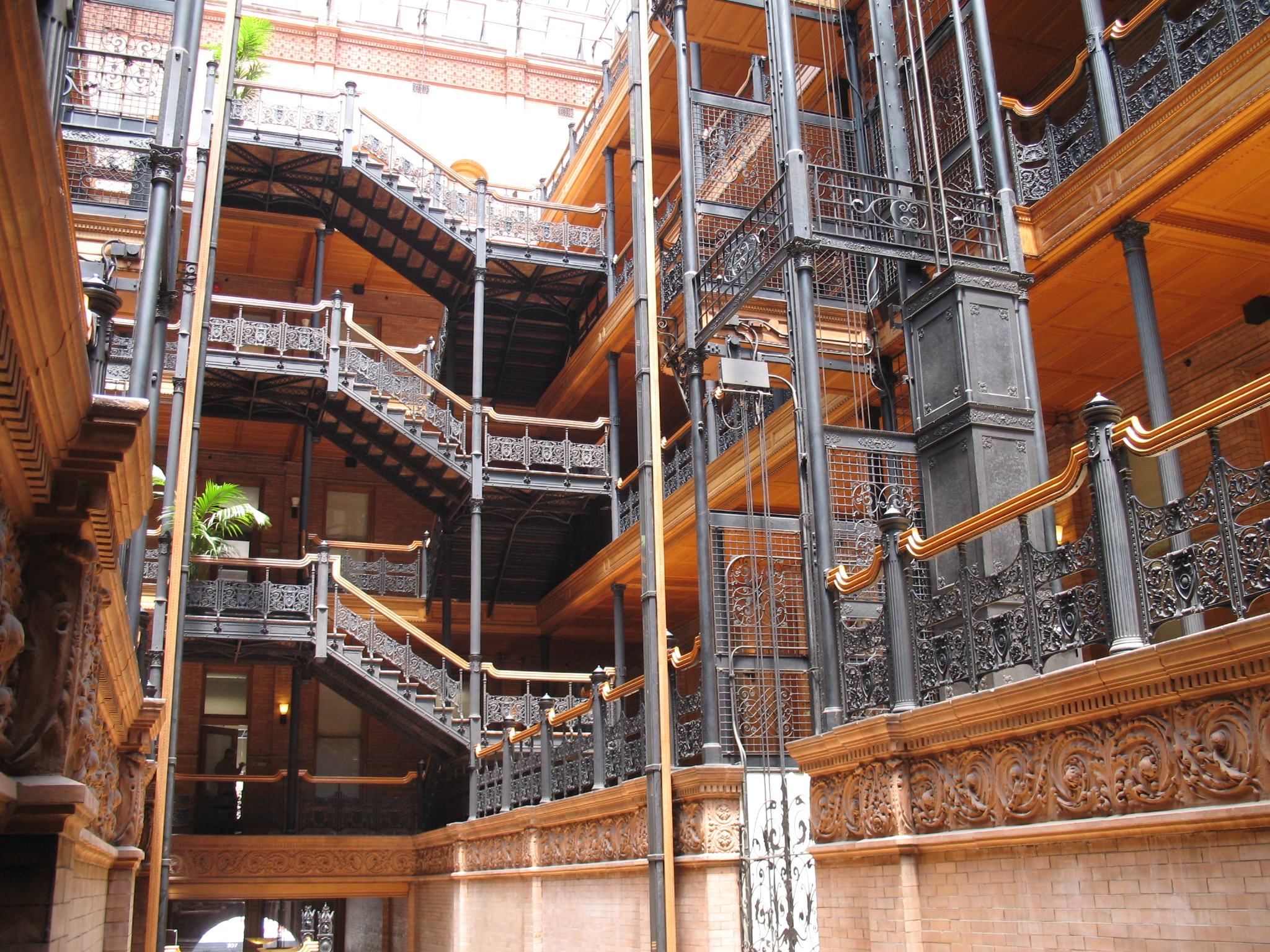
Брэдбери-билдинг, в котором снималась кульминационная сцена фильма

К моменту начала съёмок компания «Filmways», вложившая более 2,5 миллиона долларов в подготовку к съёмкам, лишила проект финансирования. За 10 дней продюсер Дили смог привлечь три компании для финансирования съёмок картины, которые выделили 21,5 миллион долларов. Филип Дик начал беспокоиться о том, что никто не сообщил ему о начале съёмок, это лишь укрепило его недоверие к Голливуду. После того как Дик публично раскритиковал сценарий, предложенный Фэнчером, студия отправила ему сценарий, переписанный Дэвидом Пиплзом. Дик одобрил сценарий и 20 минут визуальных эффектов, которые подготовили специально для него. Съёмки картины начались 9 марта 1981 года и закончились спустя 4 месяца.

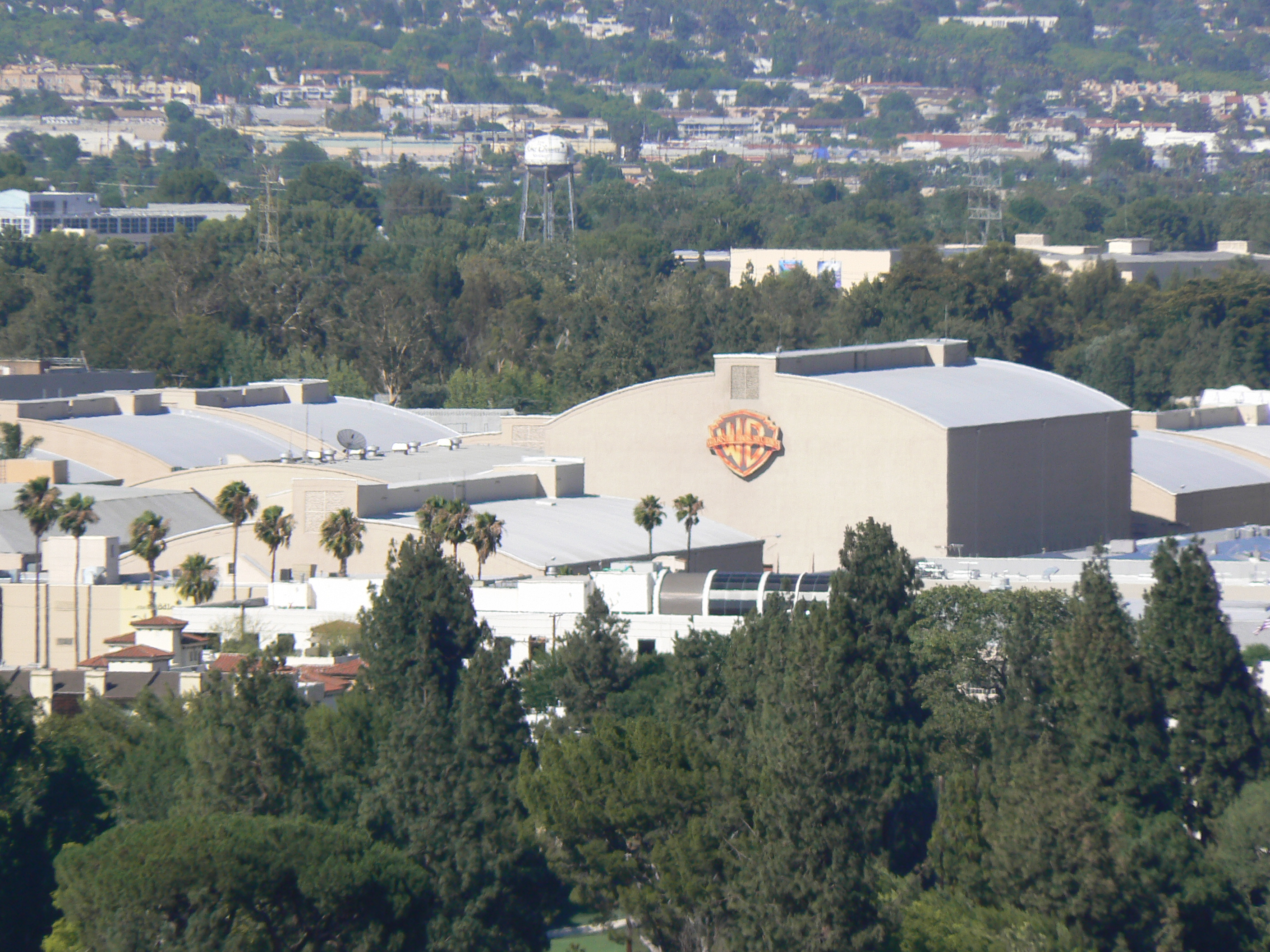
Студия Warner Brothers

Здание Брэдбери-билдинг, в котором отсняли часть материала, расположено в Лос-Анджелесе, однако большая часть съёмок фильма проходила в калифорнийской студии Warner Brothers, что довольно нетипично для Скотта. Поначалу съёмочная группа выезжала на натурные съёмки в Нью-Йорк, Лондон, Бостон и Атланту, однако довольно скоро стало ясно, что ни один современный город не сможет передать облик города будущего так, как «тепличные» условия голливудской студии.

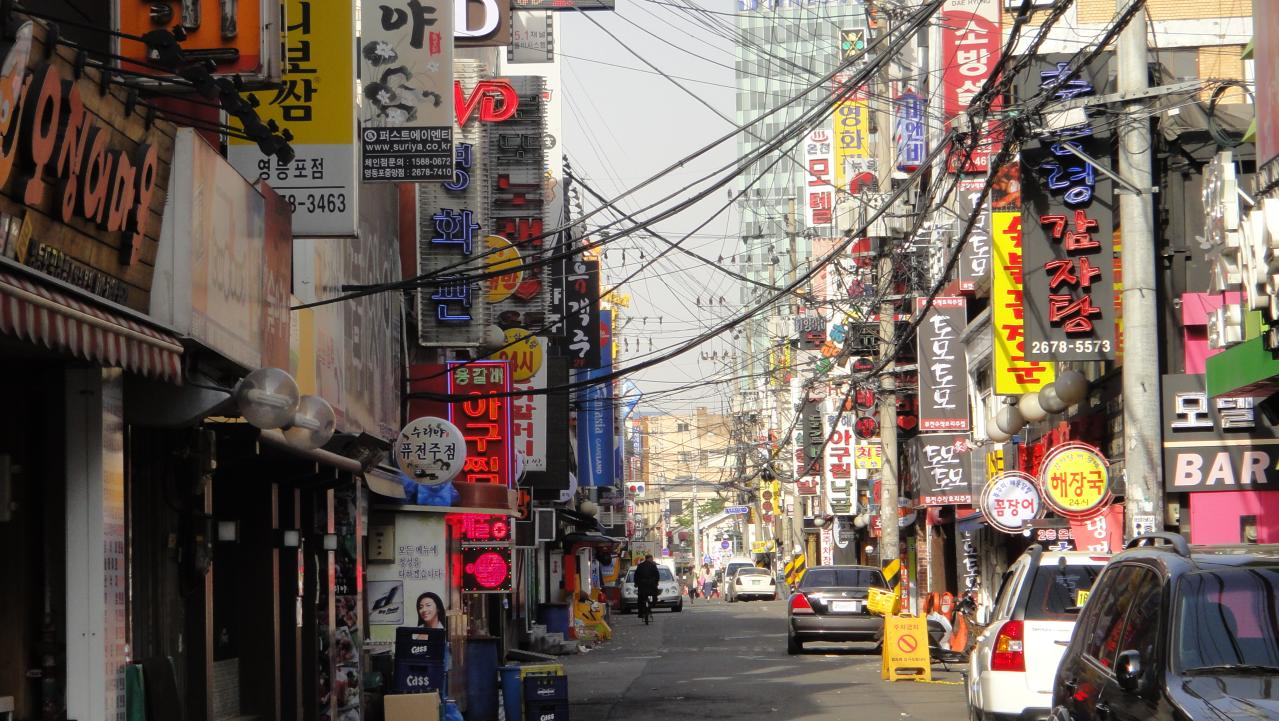
Место съёмки

Харрисон Форд не смог найти общего языка со Скоттом, и во время съёмок дело чуть было не дошло до потасовки. Форд заметил, что эта картина не является его любимой, дело было не только в работе со Скоттом, но и в том, что его заставили заниматься озвучкой. Тяжёлый нрав режиссёра вызывал у съёмочной группы такой стресс, что все носили майки с надписью «Уилл Роджерс никогда не встречался с Ридли Скоттом» — это намёк на знаменитую фразу Роджерса: «Никогда не встречал никого, кто бы мне не нравился».
Одним из первых зрителей фильма стал тяжелобольной Филип Дик (умерший в марте 1982 года). Фильм произвёл на него большое впечатление, он посчитал, что сценарий прекрасно увязан с книгой, а будущее, которое воплотил на экране Ридли Скотт, именно такое, каким он его себе и представлял. Добавив, что на экране он увидел свой внутренний мир. В Рутгере Хауэре он увидел идеальное воплощение ницшеанского сверхчеловека — «ледяное, арийское, безупречное».

## Стилистика

### Нуар будущего

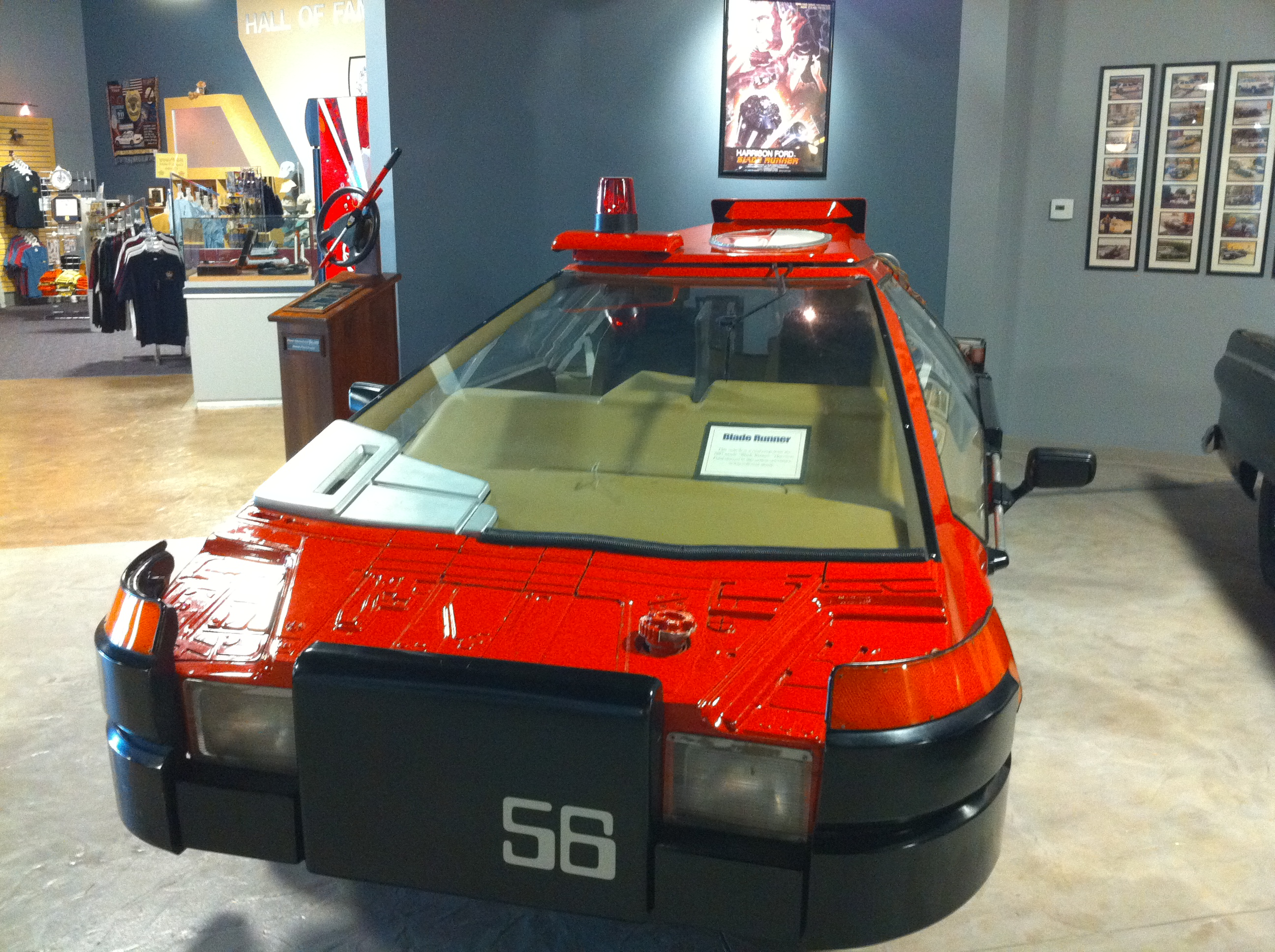
Полицейская машина

На момент выхода в прокат «Бегущий по лезвию» не вписывался в расхожие схемы классификации фильмов. Парадокс состоял в том, что визуальный ряд картины о технологиях следующего века был замешан на нуаровых образах 1940-х годов. Из интервью режиссёра следует, что он изначально хотел бросить вызов Голливуду, поставив в центр крупнобюджетного блокбастера фигуру пресыщенного жизнью антигероя, «почти бездушного человека, которому плевать, стреляет ли он в спину или в лицо», становятся ли его жертвами мужчины или женщины. Режиссёр стремился придать фигуре Декарда сходство с Марлоу — циничным героем «Глубокого сна» (1946) и других детективов Рэймонда Чандлера.
С высоты сегодняшнего дня в фильме видят один из первых образцов «нуара будущего», или нео-нуара. «Бегущий по лезвию» насыщен отсылками к проникнутым цинизмом и пессимизмом жанровым голливудским фильмам 1940-х годов.
Так, Брэдбери-билдинг — неоренессансное здание 1893 года постройки, которое представлено в фильме обиталищем дизайнера репликантов, — прежде фигурировало в классических нуарах «Двойная страховка» (1944) и «Мёртв по прибытии» (1950). Декард носит плащ спортивного покроя — непременный атрибут детективов в фильмах сороковых, а Рейчел — классическая «роковая женщина» в традиции Гильды.

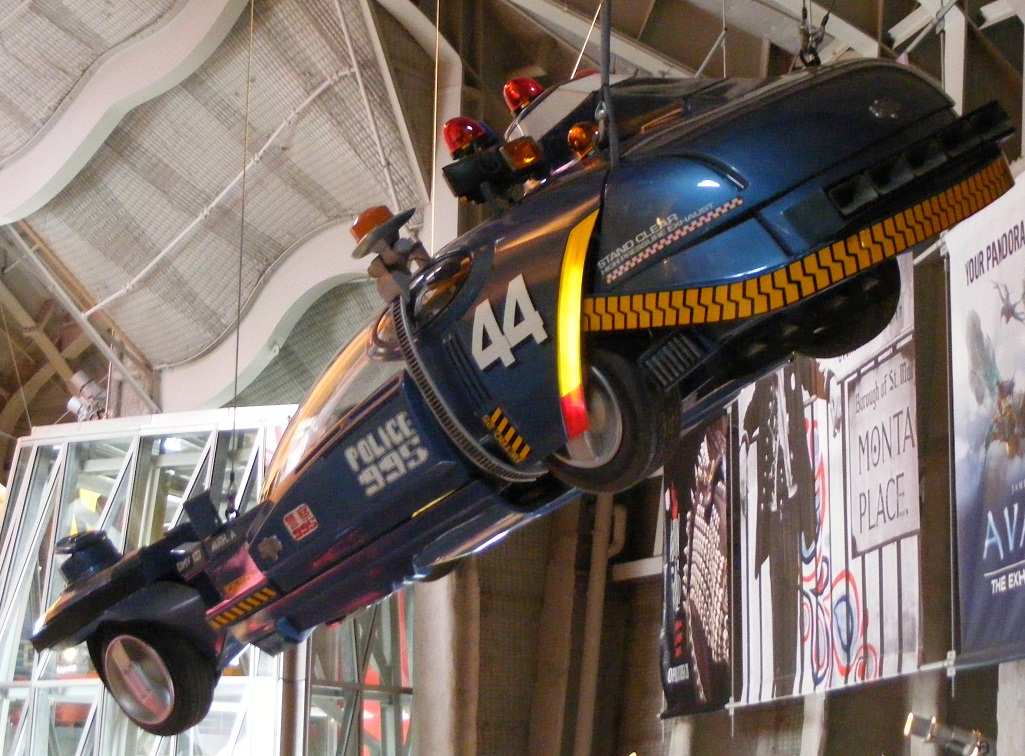
Полицейский автомобиль

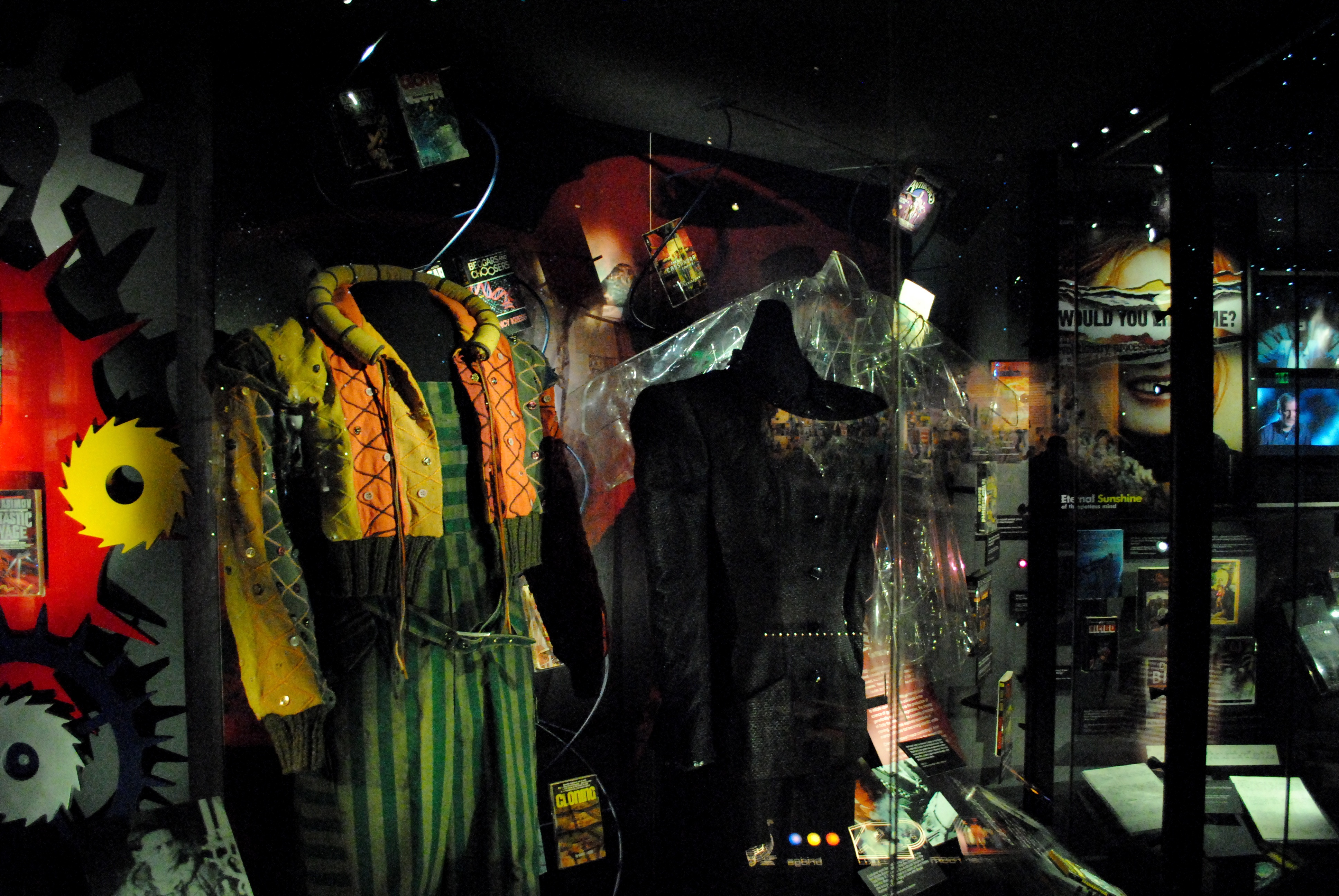
Одежда главных героев

Она предпочитает помаду яркого красного цвета, её тёмные волосы туго собраны в узел, она носит жакеты с объёмными подплечниками а-ля Джоан Кроуфорд.
По всему фильму Скотта разлит свойственный жанру нуара дух циничного пессимизма. Создателям «Бегущего по лезвию» чужда идея прогресса: через переливы холодных неоновых огней прорываются распад и разложение материи, а сцена убийства главы фирмы-производителя киборгов снята при свечах, как будто в костюмной драме.
Для обозначения антиутопии, в которой высокие технологии XXI века сходятся с приметами зари индустриальной эры (социальное бесправие, кризис гуманности, уличный беспредел), впоследствии возник особый термин — киберпанк. «Бегущий по лезвию» считается одним из первых и наиболее характерных примеров этого стилистического направления.
Мрачный стиль и футуристический дизайн фильма стал эталоном. Его влияние можно увидеть во многих последующих научно-фантастических фильмах, видеоиграх, аниме и телевизионных программах. Например, Рональд Д. Мур и Дэвид Эйк, продюсеры перевыпуска «Звездного крейсера Галактика», назвали «Бегущего по лезвию» одним из главных произведений, повлиявших на сериал.

### Ночной город

В Лос-Анджелесе будущего всегда идёт кислотный дождь

Сияющий бесчисленными огнями, но от того не менее мрачный, мегаполис «Бегущего по лезвию» представляет собой синтетический сплав разнородных влияний, среди которых исследователи выделяют «Метрополис» Фрица Ланга (1927). Прямые аллюзии к фильму Ланга — порхающие над городом летательные аппараты полицейских (спиннеры) и Декард, карабкающийся по карнизу дома в стиле ар-деко. Городская застройка, в которой богатые живут буквально над своими работниками, у Ланга в «Метрополисе» это «Трон Башня», а в «Бегущем по лезвию» это «Здание Тайрелла». Специалист по визуальным эффектам Дэвид Драэр использовал стиль «Метрополиса» для создания внешнего вида города.
Помимо выдержанных в нарочито контрастных тонах фильмов в жанре нуар, на облик этого города повлияли и графические прототипы — хрестоматийная картина Эдварда Хоппера «Полуночники» и печатавшиеся во французском журнале Métal Hurlant (дословно — «Кричащий металл») комиксы Мёбиуса. Последнему было предложено принять участие в работе над фильмом, однако он отказался со ссылкой на занятость, о чём впоследствии сожалел.

Мир будущего в «Бегущем по лезвию» мерцает огнями рекламы

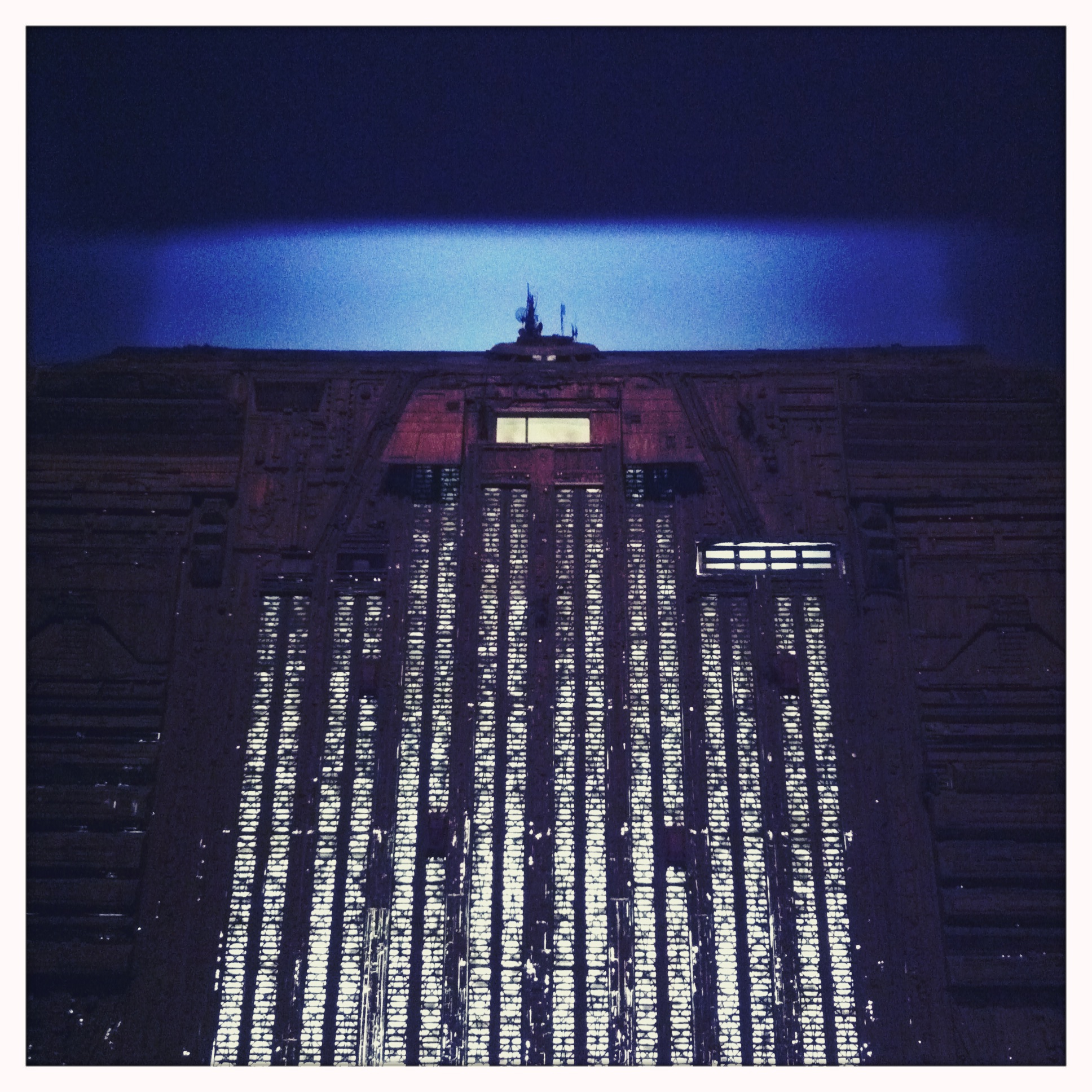
Здание корпорации Тайрелла

Скотт использовал внешний вид города Гонконга и индустриальный пейзаж из своего дома в северо-восточной части Англии. На визуальный стиль картины повлияли работы итальянского архитектора Антонио Сант-Элиа. Скотт нанял художника Сида Мида, который, как и режиссёр, был под впечатлением от журнала комиксов «Métal Hurlant». Лоуренц Полл и арт-директор Дэвид Снайдер реализовали на практике зарисовки Скотта и Мида. Дуглас Трабэл и Ричард Яричич руководили работами по созданию визуальных эффектов.
Смоделированный для «Бегущего по лезвию» образ загнивающего футуристического мегаполиса оказался весьма востребован в Голливуде конца XX века. И это неудивительно — создателям фильма удалось предсказать актуальные для рубежа тысячелетий проблемы перенаселения, глобализации, генной инженерии и климатических изменений. Картина Скотта послужила одним из визуальных прообразов трилогии братьев Вачовски «Матрица» (1999—2003). В схожих урбанистических декорациях с преобладанием ночных сцен и сумрачных фонов поставлены такие блокбастеры, как «Бэтмен» (1989), «Пятый элемент» (1997), «Тёмный город» (1998) и «Искусственный разум» (2001).
Последние сцены из оригинальной киноверсии, на которых Рейчел и Декард едут по дороге, сняты режиссёром Стэнли Кубриком. Ридли Скотт связался с Кубриком и попросил у него разрешения на использование части материала, не вошедшего в картину «Сияние».

### Стиль майя
В фильме также сильны отсылки к стилю майя: в нём оформлен интерьер квартиры в доме Эннисов (архитектор Фрэнк Ллойд Райт), в которой живёт Декард, также над городским ландшафтом Лос-Анджелеса будущего доминируют две пирамиды корпорации «Tyrell». Пирамиды известны как символ человеческих жертвоприношений. Возможно также, что режиссёр намекает на социальный строй — новое рабовладельческое общество, в котором роль рабов (и жертв) играют репликанты. В этом смысле Декард является «слугой режима».

## Премьера
После окончания съёмок над фильмом в течение года работали специалисты по спецэффектам. Студия Warner Brothers требовала выпустить картину в прокат к летнему сезону, чтобы иметь возможность конкурировать с блокбастерами Universal Pictures («Инопланетянин») и Paramount Pictures («Звёздный путь II: Гнев Хана»).
Предложенный режиссёром открытый финал вызвал недоумение аудитории тестовых просмотров, поэтому продюсеры настояли на его замене традиционным хэппи-эндом. Кроме того, для большей связности к фильму был в спешке добавлен текст «от повествователя», озвучивать который пришлось Харрисону Форду. Актёр с трудом заставил себя приехать в студию на озвучку, ибо ему казалось, что авторы текста, который он вынужден был зачитывать, не понимали режиссёрского замысла.
Фильм вышел на экраны кинотеатров 25 июня 1982 года — этот день считался в студии счастливым, так как именно 25-го числа (25 мая 1977 и 1979 годов) состоялись премьеры таких рекордсменов кассовых сборов, как «Звёздные войны» и «Чужой». Но в прокате «Бегущий по лезвию» провалился, собрав в первый уик-энд всего 6,15 млн долларов.

## Критика
Мнения критиков о картине разделились. Некоторые из них посчитали, что история в угоду спецэффектам вытеснена на задний план, а сам фильм не относится к жанру приключенческого боевика, как его продвигала студия. Другие же признали сложность и многогранность фильма и предсказали его способность выдержать испытание временем.
В США критике в основном подвергся неспешный темп повествования, который мешал сконцентрироваться на сильных сторонах фильма: Шейле Бенсон (англ. Sheila Benson) из газеты Los Angeles Times развитие сюжета показалось до того медленным, что она иронически переиначила название ленты в «Ползущий по лезвию», а обозреватель газеты The State Пэт Берман (англ. Pat Berman) определил жанр фильма как «научно-фантастическая порнография». Полин Кейл в своей рецензии выразила мысль, что «„Бегущий по лезвию“ благодаря своим поразительным видам гнетущего мегаполиса, то есть будучи визионерской научно-фантастической картиной, обладающей собственным стилем, который нельзя не принимать во внимание, займёт достойное место в истории кинематографа», однако она также отметила, что фильм «не продуман в смысле человеческих взаимоотношений».

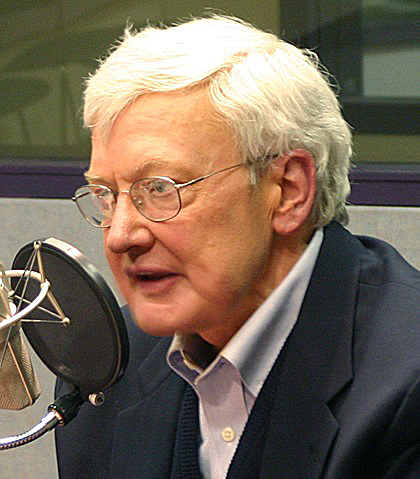
Роджер Эберт

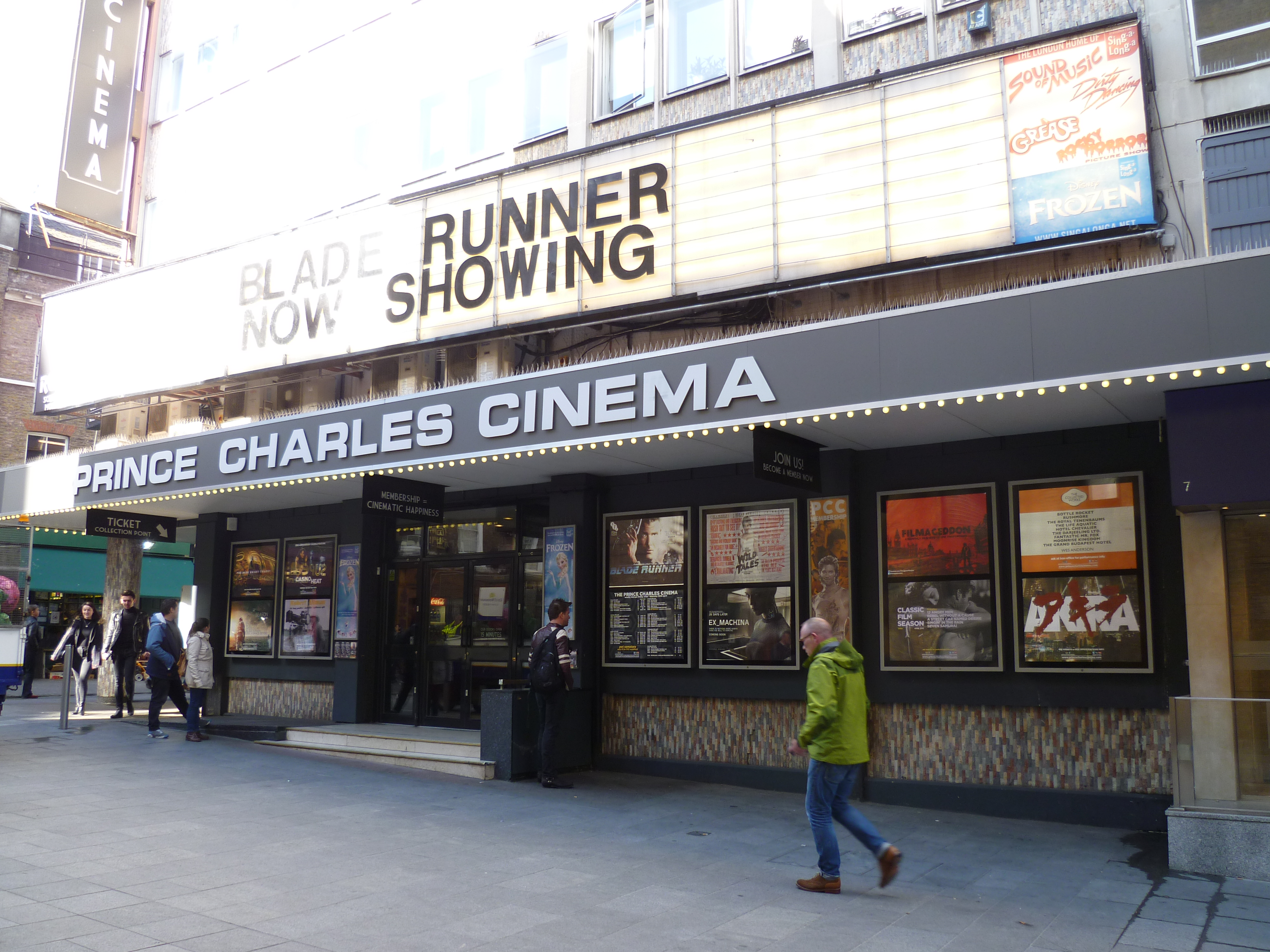
Кинопоказ

Кинокритик Роджер Эберт тоже похвалил визуальный стиль ленты (как оригинала, так и режиссёрской версии) и порекомендовал её к просмотру хотя бы поэтому; тем не менее, сюжет фильма показался ему поверхностным и клишированным. Однако позднее, в 2007 году, с выходом окончательной версии Эберт пересмотрел свою позицию в отношении картины и внёс её в свой список великих фильмов, объяснив своё решение следующей репликой: «Я был уверен, что мои проблемы с восприятием „Бегущего по лезвию“ в прошлом являлись следствием моего собственного недостатка вкуса и воображения, но если уже тогда фильм был идеальным, почему же сэр Ридли продолжал корпеть над ним?».
Более благосклонную, чем в США, прессу фильм получил в Великобритании. Он был номинирован на премию Британской киноакадемии в восьми номинациях и выиграл в трёх — «лучшая операторская работа», «лучшие костюмы» и «лучшая работа художника». На «Оскар» фильм был выдвинут во второстепенных номинациях «лучшие декорации» и «лучшие визуальные эффекты», но проиграл в обеих. Звуковая дорожка, написанная греческим композитором Вангелисом, выдвигалась на соискание «Золотого глобуса».

## Версии и продолжения
Существует семь версий «Бегущего по лезвию»:

Издание «Бегущего по лезвию» на 5 DVD

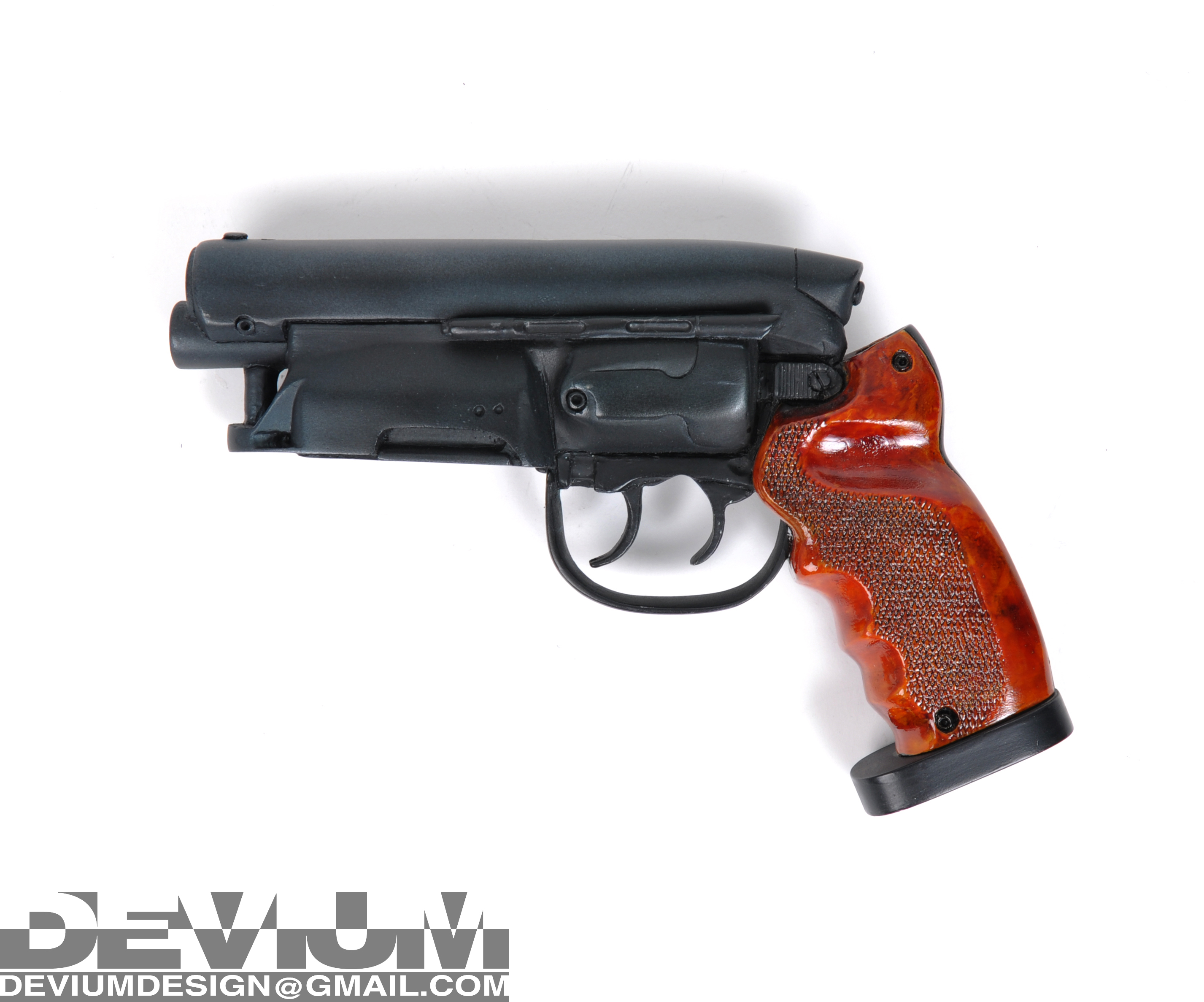
Сувенирная продукция из пластика в виде табельного оружия Декарда

- Рабочая версия (Workprint Version, 1982, 113 минут), которая вызвала отторжение тестовой аудитории в Денвере и Далласе в марте 1982 года, что привело к спешному перемонтированию ленты перед выпуском в широкий прокат. В 1991 году позитивная реакция тестовой аудитории на показ рабочей версии в Лос-Анджелесе и Сан-Франциско сподвигла студию на выпуск скорректированной рабочей версии под названием режиссёрской[66].
Расширенная рабочая версия (San Diego Sneak Preview) однажды демонстрировалась в Сан-Диего в мае 1982 года и по сравнению с рабочей включала в себя три дополнительные сцены[40].
- Первоначальная версия (Domestic Cut, 1982, 116 минут) вышла в американский прокат в июне 1982 года и стала доступна на видео год спустя.
Международная версия (International Cut, 1982, 117 минут) — первоначальная версия с добавлением нескольких моментов насилия, которые были сочтены неприемлемыми для американской аудитории.
Телевизионная версия (Broadcast Version, 1986, 114 минут) — версия, которая демонстрировалась по телеканалу Си-би-эс. Из неё были изъяты все сцены насилия и непечатные выражения[40].
- Появление на рынке в 1990 году пиратских копий рабочей версии поставило на повестку дня вопрос о её официальном выпуске. К 10-летнему юбилею премьеры фильма в большой спешке и практически без участия режиссёра была подготовлена режиссёрская версия (Director’s Cut, 1992, 116 минут), из которой были исключены счастливый финал и текст от рассказчика, но зато добавлен ключевой сон о единороге. К 15-летию релиза режиссёрская версия фильма, с дополнительными материалами и иначе смонтированная, появилась на DVD. Тогда, в 1997 году, это был один из первых фильмов, доступных в новом формате[73]. В том же году вышел телевизионный фильм о том, как снимался «Бегущий по лезвию».
- К 25-летию премьеры «Бегущего по лезвию» Скотт представил на Венецианском кинофестивале 2007 года свой наиболее полный и личный фильм[74] в окончательной версии (Final Cut, 118 минут). На экраны США эта версия вышла в ноябре 2007 года.

Сюжетные перипетии «Бегущего по лезвию» не раз обыгрывались в массовой культуре. В год выхода фильма на большой экран по его мотивам был подготовлен один выпуск марвеловских комиксов. На сюжетных линиях фильма основаны две компьютерные игры под названием «Blade Runner». Первая из них вышла в 1985 году и не снискала успеха у игроков, вторая появилась 12 лет спустя и продвигалась компанией Westwood Studios под слоганом «первая трёхмерная приключенческая игра реального времени». Американский фантаст Кевин У. Джетер, хорошо знавший Дика, опубликовал три романа, продолжающих сюжетную линию «Бегущего по лезвию» (1995, 1996, 2000).

### Сиквел и связанные произведения
Поклонники фильма давно гадали о вероятности съёмок сиквела, тем более что Ридли Скотт никогда не исключал такой возможности. Фильм-продолжение под названием «Бегущий по лезвию 2049» вышел на экраны в 2017 году; его режиссёром стал Дени Вильнёв, Ридли Скотт взял на себя обязанности продюсера. Ключевые роли в проекте исполнили Харрисон Форд, вернувшийся к роли Рика Декарда, Райан Гослинг, Робин Райт и Дэйв Батиста. Действие «Бегущего по лезвию 2049» происходит спустя 30 лет после событий оригинального фильма.
В 2021 году состоялась премьера аниме-сериала «Бегущий по лезвию: Чёрный лотос», действие которого происходит в той же вселенной в 2032 году.

## Основные темы и мотивы

### Человек или репликант?

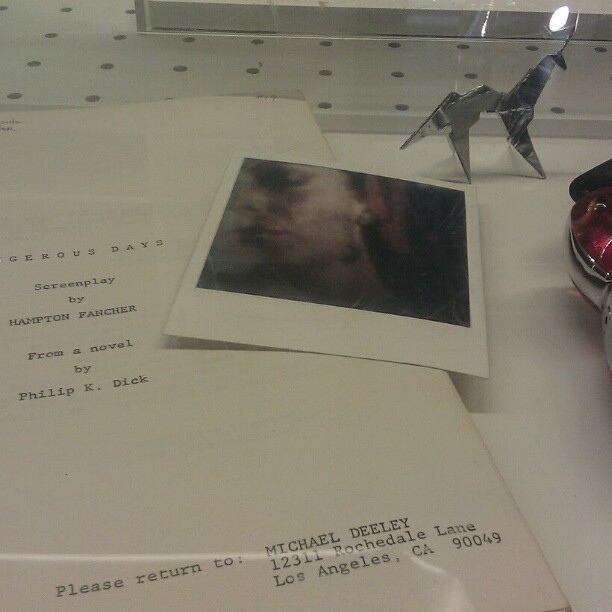
Сценарий картины, написанный Хэмптоном Фэнчером, фотография с изображением Джоанны Кэссиди в образе репликанта Зоры и оригами в виде единорога

Восприятие фильма во многом зависит от того, кем является его главный герой Декард — человеком или роботом. В романе он мучится сомнениями по этому поводу. В фильме, особенно в его первоначальной версии, этот мотив сглажен, однако, по свидетельству Форда, именно нерешённый вопрос о природе его героя привёл к разладу с режиссёром. Форд настаивал на том, что Декард должен быть человеком, в то время как режиссёр считал его репликантом. В конечном счёте, сценаристы предпочли оставить решение этого вопроса на усмотрение зрителя.
В режиссёрской версии фильма вопрос о природе Декарда становится центральным. Этому способствует введение мотива единорога, которого Декард видит во сне. В последних кадрах фильма на пороге своего дома он обнаруживает миниатюрную бумажную фигурку (оригами) в виде единорога — именно такие складывает из фольги его напарник Гафф. Напрашивается вывод: подобно тому, как Декард знает об искусственных «воспоминаниях» Рейчел, Гаффу известно содержание «снов» Декарда — потому, что они имплантированы ему искусственно. Единорог — средневековый символ чистоты, искренности и воли — показался режиссёру тем образом, который может явиться человеку (или его подобию) во сне:

Я заранее выделил сцену с единорогом как довольно определённый намёк на то, что Декард, охотник за репликантами, может сам быть искусственным человеком. Но я также чувствовал, что сновидение должно быть зыбким, расплывчатым. Я был не прочь представить его в несколько таинственном свете, так, чтобы вам пришлось о нём задуматься. Тем более, что через весь фильм последовательно проходит нить, объясняющая его значение.
— Интервью Ридли Скотта
В начале фильма Декард узнаёт от капитана полиции Брайанта, что на Землю проникло шесть репликантов (трое мужского пола и трое женского). Последний сообщает также, что один из них сгорел в электрическом защитном поле. А охотиться Декарду приходится за четырьмя. Это несоответствие иногда трактуется как указание на то, что сам Декард и был шестым репликантом. Возможность последнего признавал и Скотт, хотя его целью было скорее побуждение зрителя к заданию такого вопроса, чем указание однозначного ответа на него. Однако в финальной версии 2007 года нестыковка была исправлена (в ней говорится о двух погибших при попытке проникновения в корпорацию «Tyrell» репликантах).
Подобно репликантам Леону и Рейчел, Декарда завораживают фотографии предполагаемых родственников как подтверждение принадлежности к человеческому роду. При увеличении фотографии из комнаты Леона он обнаруживает на ней человека, похожего на себя, и алкогольный напиток, к которому неравнодушен он сам. Фотография, кажется, сделана до «перепрограммирования» Декарда, когда он ещё выступал на стороне репликантов. О предыдущем их знакомстве свидетельствует и то, что при первой встрече с Роем тот сразу называет его по имени, а Прис цитирует слова одноимённого с ним французского философа.
По поводу сцены с единорогом режиссёр отмечает, что Декард находится в состоянии подпития. Он перебирает старые фотографии, служащие репликантам суррогатом воспоминаний. Первым звеном в цепи ассоциаций, ведущих к образу единорога, становится музыка. Единорог показан скачущим по ярко освещённому лесу — это мир, совершенно отличный от того унылого городского пейзажа, который показан в фильме. Уже это одно указывает на нереальность сновидения. Не исключено, что сон о единороге — стандартный имплантат в сознание репликантов, на что указывает и фигура единорога, промелькнувшая среди прочих игрушек в квартире дизайнера репликантов Себастьяна.

### Декард и Декарт

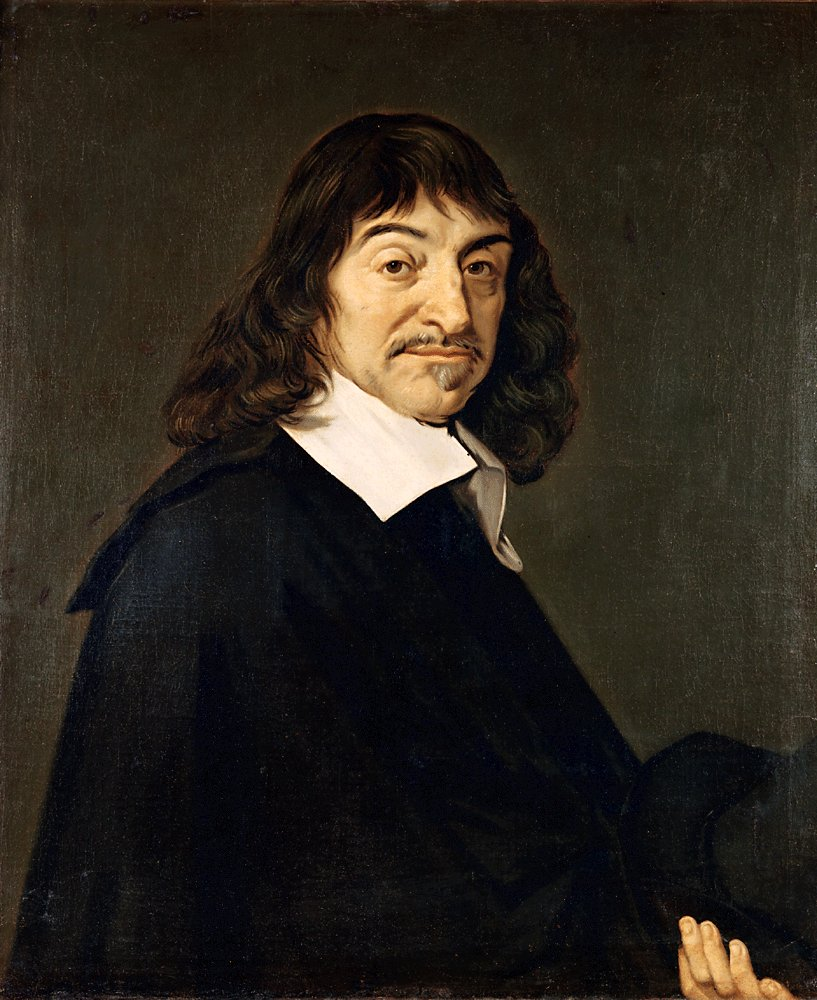
Рене Декарт

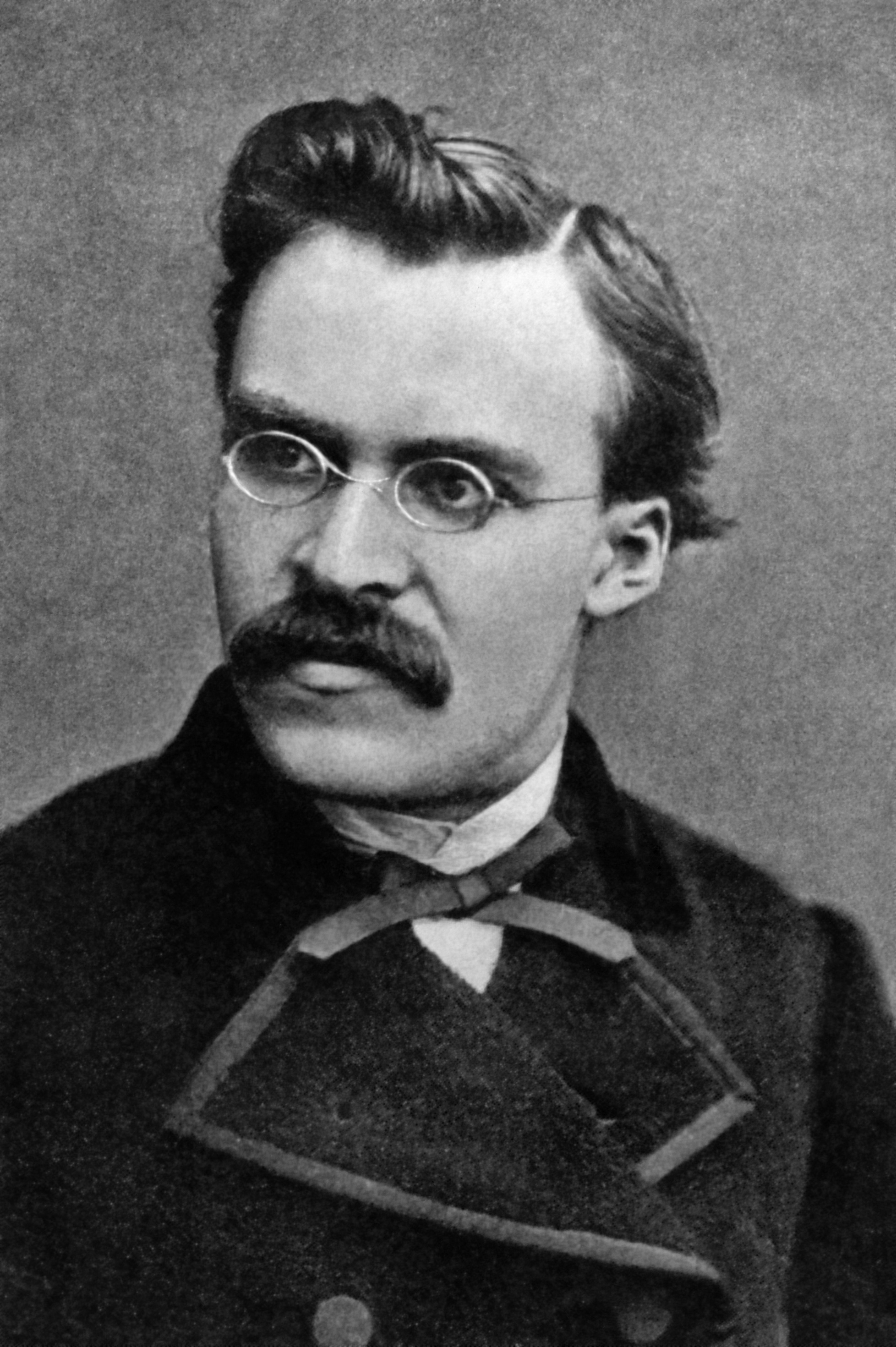
Фридрих Ницше

Далеко не все зрители отдают себе отчёт в философской подоплёке конфликта людей и их подобий. Само имя главного героя отсылает к фигуре родоначальника рационализма — Рене Декарта, в то время как с губ репликанта Роя в финале картины слетают слова иррационалиста — Фридриха Ницше. Ницше предсказывал и воспевал явление сверхчеловека, и именно такой фигурой предстаёт в фильме репликант Рой, созданный корпорацией под девизом «More human than human» («более человечный, чем человек»). Его имя в переводе с французского означает «властитель, король». Он не только физически сильнее обычных людей, он их великодушнее, ибо оказывается способным спасти жизнь своего врага. Кроме того, он лишён классовых иллюзий, делящих человеческие существа на истинные («право имеющие», в категориях персонажей Фёдора Достоевского) и «мнимые», по определению подлежащие уничтожению.
Философ Славой Жижек отмечает, что начало фильма метафорически срастается с его концом: в первых кадрах Декард прослушивает плёнку допроса репликанта Леона, не подозревая, что к концу фильма окажется на его месте — в положении преследуемого. Заключение об искусственном происхождении Декарда бросает новый свет на фабулу фильма и порождает вереницу новых вопросов. Если Декард не в состоянии отличить свои сны от подделок — насколько в состоянии сделать это зрители? И если Декард — всего лишь порождение человеческого разума, то тогда кто такие мы? Таким образом, в режиссёрской версии «Бегущего по лезвию», более философской, чем первоначальная, центральным оказывается вопрос о природе человека.
Наблюдая за людьми, проходящими вдоль улицы под его окном, французский философ видел только «шляпы и плащи, за которыми могут скрываться искусственные машины, действия которых продиктованы пружинами». Декарт полагал, что открыл ключ к природе человека — существует не тот, кто двигается, а тот, кто мыслит («Cogito ergo sum»). Эту знаменитую максиму походя повторяет в обоснование своей борьбы за жизнь репликантка Прис. Раз репликанты способны к мышлению — они тоже люди и, следовательно, обладают правом на жизнь.

### В плену иллюзии
Пропущенные через сознание Декарда образы «Бегущего по лезвию» демонстрируют, как воспоминания, эмоции и желания образуют коллаж, который зовётся сознанием, и что именно тяга освободиться от всяческих ограничений, духовных и физических, делает нас людьми. Линия различия между людьми и репликантами в фильме узка, как лезвие бритвы. Защитник исключительности людей и истребитель репликантов возможно сам является репликантом. Один из создателей репликантов по имени Себастьян, начиная преждевременно стареть, попадает в положение своих изделий и переходит на их сторону. Биологическая и психологическая природа этих индивидов вступают в конфликт друг с другом. Комментируя это несоответствие биологии и психологии, Жижек приводит фразу журналиста из еженедельника «Тайм»:

У каждого должна быть своя история, собственный нарратив. Такие рассказы ценны, незаменимы. Мы не знаем, кто мы такие, до тех пор, пока у нас не появится воображаемая версия самих себя. Без неё мы практически не существуем.

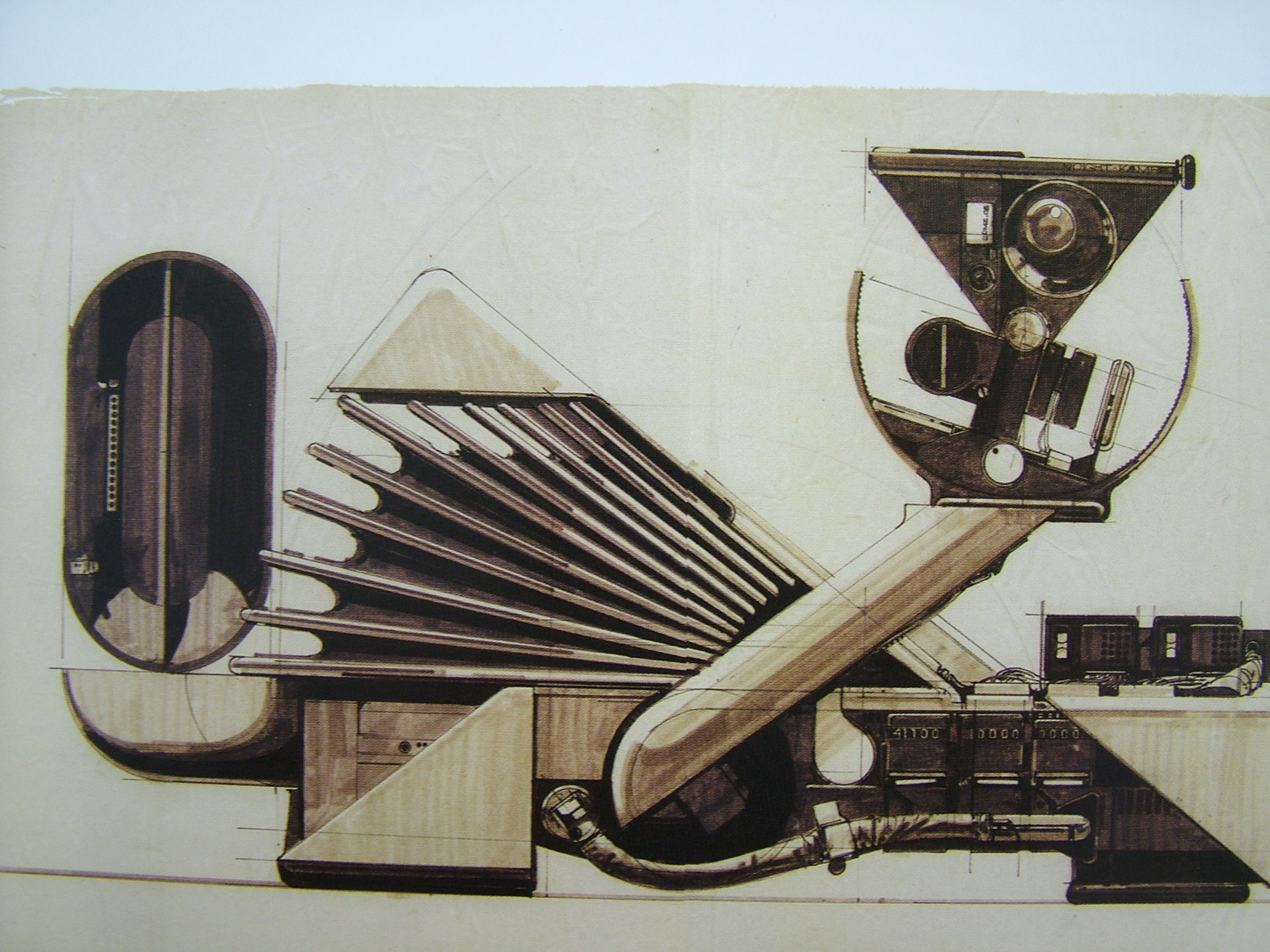
Машина для проведения теста Войта-Кампфа, способного выявить репликанта

Репликанты в фильме разбиты на группы тех, кто в отсутствие такого нарратива бросает открытый вызов своим создателям (группа Роя), и тех, кто питает иллюзии относительно своей истинной природы (Декард и Рейчел). Ничто человеческое оказывается не чуждо этим подобиям людей — ни эмоции, ни любовь, ни даже эдипов комплекс. Так, Рой раздробляет давший ему жизнь череп своего создателя, предварительно поставив ему мат в шахматной игре, которую многие поклонники фильма ошибочно принимают за «бессмертную партию». Тем самым он показывает своё превосходство над Тайреллом — не только физическое, но и интеллектуальное.
Декард и Рейчел ещё ближе к людям, чем группа Роя: они снабжены маскирующим их механическую природу нарративом — аналогом таких сугубо человеческих качеств, как воображение и память. В финале фильма главный герой осознаёт свою природу — он сам и самое близкое ему существо принадлежат к той группе, истреблению которой он посвятил свою жизнь. Теперь он сам оказывается в положении преследуемого, и в его ушах раздаётся зловещее эхо последних слов Гаффа насчёт его возлюбленной: «И ей не суждено жить! Но ведь каждый когда-то умирает…».
Метафорическое прозрение Декарда в последних кадрах замыкает лейтмотив глаза, который рефреном проходит сквозь образный строй фильма. По словам режиссёра, прав тот, кто сказал, что глаза — зеркало души, с одним уточнением: «Я бы назвал их окнами головы». Мотив зрачка как воплощение значимых для фильма тем иллюзии и зрения проходит через него красной нитью:
- В первых же кадрах зрачок Большого брата отражает грандиозный в своей безбрежности индустриальный пейзаж[37].
- Тест Войта-Кампфа основан на наблюдении за зрачком опрашиваемого.
- Из-за недостатка оптической технологии глаза репликантов — от совы Тайрелла до самого Декарда — иногда вспыхивают зловещим, таинственным блеском[37].
- На фотографии Леона репликантка Зора запечатлена в зеркале, имеющем форму глаза.
- Декард спрашивает Зору, не подглядывают ли мужчины за её уборной через просверлённые в стенах дырки.
- В одной из сцен репликанты допрашивают изготовителя глаз в цехе по их производству.
- Прис обводит свои глаза чёрной тушью. Леон погружает руку в сосуд с глазами. Рой в виде шутки приставляет стеклянные глаза к своим собственным.
- Тайрелл носит мощные очки, однако лишается глаз — их выдавливает Рой. То же самое Леон пытается проделать с Декардом.

### Эхо «Соляриса»

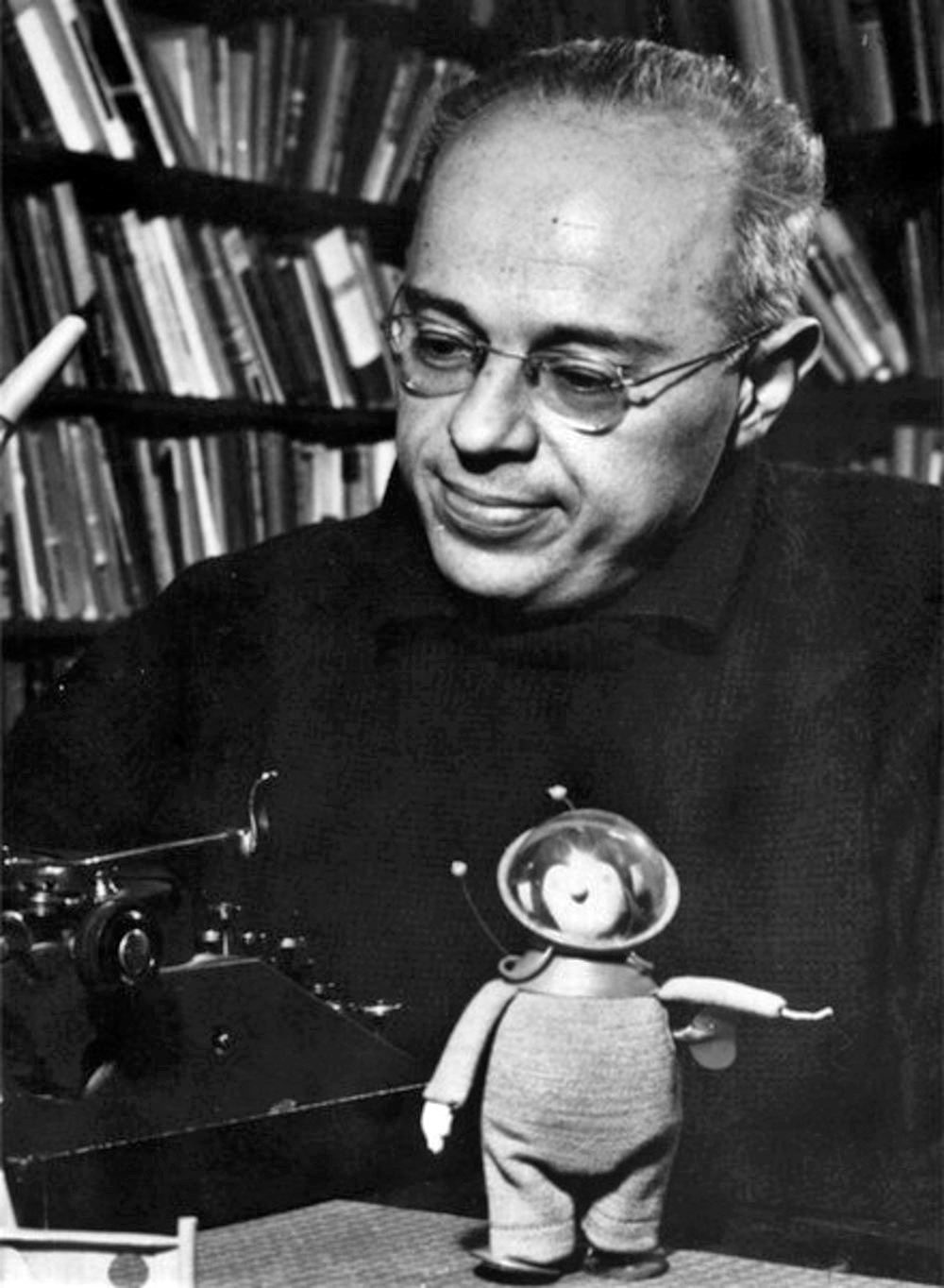
Станислав Лем

Было бы ошибкой считать проблематику «Бегущего по лезвию» новым словом в истории кинематографа. Незыблемость понятий человека о своей природе одним из первых в фантастической литературе поставил под сомнение Станислав Лем в романе «Солярис» (1961). В мире Лема нет знания абсолютного, истинность любого суждения зависит от контекста. «Тогда как Филип Дик (и режиссёр Ридли Скотт) не идут дальше жутковатого триллера, Лем лукаво сшивает психологию с философией до тех пор, пока не рассыпается в прах любое доступное здравому смыслу представление о том, что лежит в основе личности».
В осуществлённой Андреем Тарковским в 1972 году экранизации «Соляриса», как и у Ридли Скотта в «Чужом», действие происходит на затерянной в просторах космоса планете. В кульминационной сцене фильма порождённая океаном планеты девушка Хари отстаивает свою человеческую природу от нападок учёного Сарториуса, который называет её «копией», «механической репродукцией» и «матрицей». Переиначивая картезианскую максиму, Хари видит свою человеческую природу в том, что ей доступны воспоминания. За спиной героини маячит копия статуи Венеры Милосской, поднимая калибр спора до вопросов о грани, разделяющей человеческое и механическое начала, реальность и галлюцинацию, искусство и технологию.

## Музыка

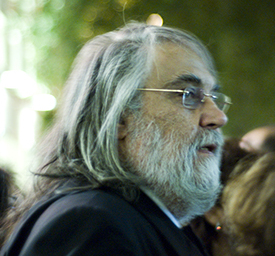
Вангелис

Музыка для фильма была создана греческим композитором Вангелисом на его собственной студии Nemo Studios в 1982 году. На творчество повлиял просмотр сцен из фильма. В записи часто использовался синтезатор Yamaha CS-80. Саундтрек в жанре эмбиент официально вышел на CD в 1994 году.

## Влияние
Фильм «Бегущий по лезвию» оказал значительное влияние на последующие произведения в кино, литературе, видеоиграх и других областях культуры. Среди них:

### Кино
- «Солдат» (Soldier, 1998) — сценарист Дэвид Пиплз называл фильм духовным наследником Бегущего по лезвию и связывал их в одну вселенную.
- «Призрак в доспехах» (Ghost in the Shell, 1995) — режиссёр Мамору Осии прямо указывал на Blade Runner как на ключевое вдохновение.
- «Тёмный город» (Dark City, 1998) — создатели признавали влияние Blade Runner на визуальный стиль и атмосферу фильма.
- «Пятый элемент» (The Fifth Element, 1997) — Люк Бессон вдохновлялся визуальной атмосферой Blade Runner.

### Видеоигры
- Deus Ex (2000) — киберпанковый RPG с глубокими темами трансгуманизма и морального выбора.
- Syndicate (1993) — стратегия в мрачном футуристическом мире с кибернетическими технологиями и корпоративным контролем.
- Shadowrun (серия игр с 1993 года) — смесь киберпанка и фэнтези с мрачной урбанистикой и этическими вопросами.
- Observer (2017) — психологический киберпанк-хоррор.

- Ghostrunner (2020) — скоростной экшен в киберпанковом мире с мрачным урбанистическим дизайном.
- Cyberpunk 2077 (2020) — масштабная RPG с открытым миром, в которой ярко выражена неоновая эстетика, мегаполисы и темы идентичности, сознания и корпораций.

### Комиксы
- The Long Tomorrow — короткий нуар-комикс Мёбиуса.
- Hard Boiled — киберпанковый комикс Фрэнка Миллера.

- Nathan Never — итальянский научно-фантастический комикс.